# Зефирий
Зефирий или Зефирион (др.-греч. Ζεφύριον) — гипотетический город Боспорского царства в Крыму, упоминаемый древнеримским писателем-эрудитом Плинием Старшим.
Расположение города остаётся неизвестным, Плиний упоминал, что город находится за мысом Такиль, восточнее современной Феодосии, при этом севернее Акры. Акра была обнаружена в 1983—1985 годах К. К. Шиликом (ЛОИА АН СССР), который начал подводные исследования этого района и установил, что древний город лежит на глубине до 4 метров, а к востоку от него, мористее и до глубины 7 метров располагалась гавань. Зефирий по утверждению Плиния находился севернее. «В этом месте, — писал древнегреческий географ Страбон, — море зимой покрывается льдом и служит пешеходной дорогой от Азовского в Черное море». Он даже указал расстояние между двумя городами Акрой и Корокондамой — 70 стадиев (около 12 км). Согласно некоторым предположениям современных историков и археологов данный город упоминался Плинием по ошибке, в том числе и потому, что ни у одного из других историков он не упоминается. Попытки найти данный город, тем не менее, продолжаются.